# تيكال كمبودي

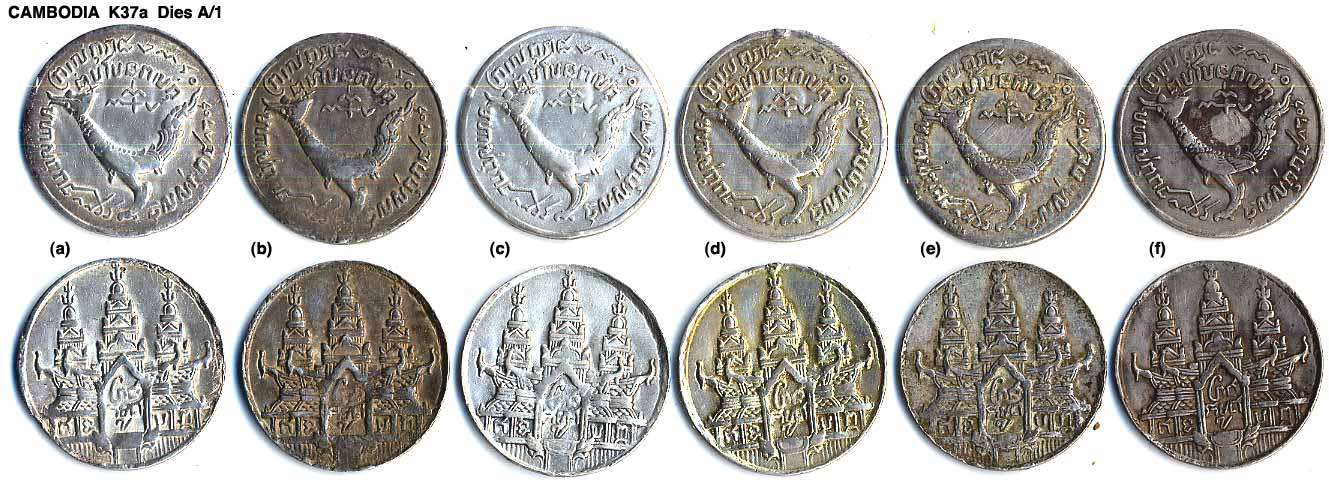
عملات نقدية معدنية قيمتها تيكال واحد أصدرت عام 1853.

من خمسينيات القرن التاسع عشر إلى عام 1875، كانت التيكال هي عملة كمبوديا وكذلك سيام ولاوس. ونتيجة للتدخل الفرنسي في المنطقة، استغني عن التيكال في كمبوديا في عام 1875 لصالح الفرنك الكمبودي.
كان مصطلح التيكال هو الاسم الذي استخدمه الأجانب للكلمة المحلية بات (التي أدت إلى ظهور البات التايلاندي الحديث). تشير كلمة بات في الواقع إلى وزن فيما يتعلق بوزن الفضة، حيث كان النظام النقدي يعتمد على وزن العملات الفضية. كانت التيكال (أو البات) عملة فضية تزن 15 جرامًا، مما يمنحها تشابهًا تقريبيًا في القيمة مع الروبية الهندية.
قسم التيكال إلى 64 أت أو 32 بي أو 8 فوانغ أو 4 سالونج.